# Batalion KOP „Ostróg”

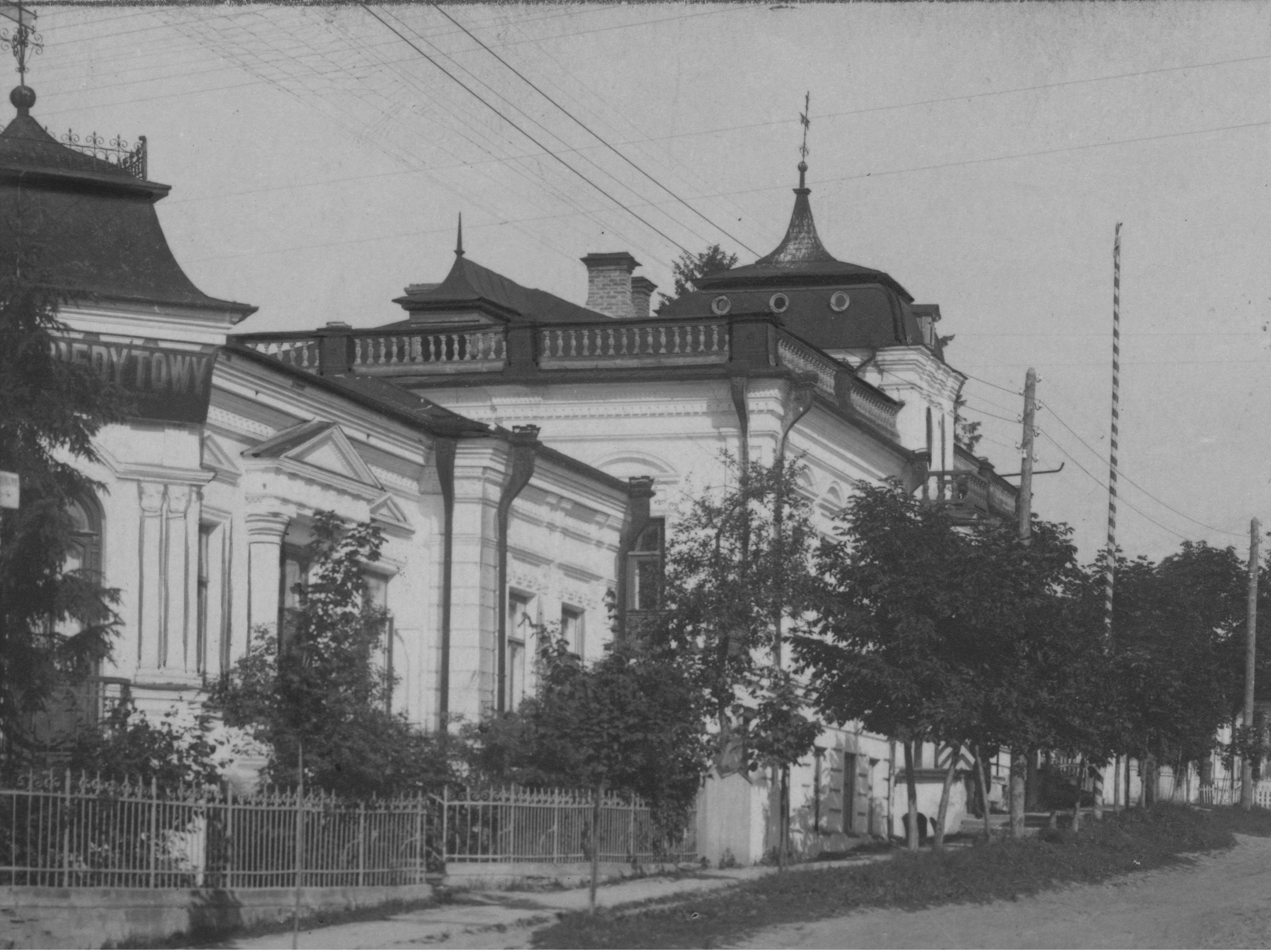
Budynek dowództwa batalionu Korpusu Ochrony Pogranicza „Ostróg”; 1932

Batalion KOP „Ostróg” – pododdział piechoty, podstawowa jednostka taktyczna Korpusu Ochrony Pogranicza.

## Geneza
Do czasu zakończenia wojny polsko-bolszewickiej, czyli do jesieni 1920, wschodnią granicę państwa polskiego wyznaczała linia frontu. Dopiero zarządzeniem z 6 listopada 1920 utworzono Kordon Graniczny Ministerstwa Spraw Wojskowych. W połowie stycznia 1921 zmodyfikowano formę ochrony granicy i rozpoczęto organizowanie Kordonu Granicznego Naczelnego Dowództwa WP. Obsadzony on miał być przez żandarmerię polową i oddziały wojskowe. Latem 1921 ochronę granicy wschodniej postanowiło powierzyć Batalionom Celnym.  W Ostrogu rozmieszczono dowództwo i pododdziały sztabowe 35 batalionu celnego. 
W drugiej połowie 1922 przeprowadzono kolejną reorganizację organów strzegących granicy wschodniej. 1 września 1922 bataliony celne przemianowano na bataliony Straży Granicznej. W rejonie odpowiedzialności przyszłego batalionu KOP „Ostróg” służbę graniczną pełniły pododdziały 35 batalionu Straży Granicznej.
Już w następnym zlikwidowano Straż Graniczną, a z dniem 1 lipca 1923 pełnienie służby granicznej na wschodnich rubieżach powierzono Policji Państwowej. 
W sierpniu 1924 podjęto uchwałę o powołaniu Korpusu Ochrony Pogranicza – formacji zorganizowanej na wzór wojskowy, a będącej etacie Ministerstwa Spraw Wewnętrznych.

## Formowanie i zmiany organizacyjne
Na posiedzeniu Politycznego Komitetu Rady Ministrów, w dniach 21-22 sierpnia 1924, zapadła decyzja powołania Korpusu Wojskowej Straży Granicznej. 12 września 1924 Ministerstwo Spraw Wojskowych wydało rozkaz wykonawczy w sprawie utworzenia Korpusu Ochrony Pogranicza, a 17 września instrukcję określającą jego strukturę. W grudniu 1924 przystąpiono do formowania nie przewidzianego planem organizacji 11 batalionu granicznego. 16 i 17 stycznia dowódca Korpusu nr II, dowódca 13 DP i dowódca 1 Brygady KOP dokonali inspekcji formującego się w Dubnie 11 batalionu OP. 25 stycznia 1925 sformowany już batalion wyruszył z Dubna do Mizocza celem objęcia służby granicznej. Dowództwo rozlokowało się w Mizoczu w budynku prywatnym . Jednostka została podporządkowana dowódcy 1 Brygady Ochrony Pogranicza w Zdołbunowie. Zadaniem batalionu była ochrona odcinka granicy z ZSRR na terenie ówczesnego województwa wołyńskiego. Długość ochranianego przez batalion odcinka granicy wynosiła 61 kilometrów, przeciętna długość pododcinka kompanijnego to 20 kilometry, a strażnicy 5 kilometrów. Odległość dowództwa batalionu od dowództwa brygady wynosiła 17 kilometrów.
W ramach 1 Brygady OP zorganizowano Szkołę Podoficerów Zawodowych Piechoty w Ostrogu, która wchodziła w skład 11 batalionu granicznego. 
W lipcu 1929 przyjęto zasadę, że bataliony przyjmą nazwę miejscowości będącej miejscem ich stacjonowania. Obok nazwy geograficznej, do 1931 stosowano również numer batalionu. Na przełomie września i października 1929 dowództwo batalionu przeniesiono z Mizocza do Ostroga .   
W tym czasie batalion na uzbrojeniu posiadał 802 karabiny Berthier wz.1916, 52 ręczne karabiny maszynowe Chauchat wz. 1915 i 2 ciężkie karabiny maszynowe wz.1914. 
W wyniku reorganizacji batalionu w 1931, w miejsce istniejących plutonów karabinów maszynowych, utworzono kompanię karabinów maszynowych. Rozwinięto też kadry kompanii szkolnej do pełnoetatowej kompanii odwodowej. Po przeprowadzonej reorganizacji „R.2” batalion składał się z dowództwa batalionu, plutonu łączności, kompanii karabinów maszynowych, kompanii odwodowej i trzech kompanii granicznych.
W listopadzie 1936 batalion etatowo liczył 20 oficerów, 64 podoficerów, 23 nadterminowych i 546 żołnierzy służby zasadniczej.
Rozkazem dowódcy KOP z 23 lutego 1937 została zapoczątkowana pierwsza faza reorganizacji Korpusu Ochrony Pogranicza „R.3”. Batalion otrzymał nowy etat i został włączony w skład pułku KOP „Zdołbunów”. Był jednostką administracyjną dla szwadronu kawalerii KOP „Mizocz”, posterunku żandarmerii KOP „Ostróg”, komendy powiatu pw KOP „Zdołbunów”. W wyniku realizacji drugiej fazy reorganizacji KOP, latem 1937 obsada strażnicy „Badówka” 1 kompanii granicznej „Kurchany” rozmieszczona została w Bloku Mohylany jako strażnica „Blok Muchylany”. Budynki likwidowanej strażnicy „Kuraż” nakazano rozebrać.
Z dniem 15 maja 1939 batalion stał się oddziałem gospodarczym. Stanowisko kwatermistrza batalionu przemianowane zostało na stanowisko zastępcy dowódcy batalionu do spraw gospodarczych, płatnika na stanowisko oficera gospodarczego, zastępcy oficera materiałowego dla spraw uzbrojenia na zbrojmistrza, zastępcy oficera materiałowego dla spraw żywnościowych na oficera żywnościowego.
Zmobilizowany batalion został włączony w struktury rezerwowej 38 Dywizji Piechoty jako II batalion 98 pułku piechoty, dzieląc losy innych jednostek armii Karpaty.
Po odejściu batalionu przeznaczonego dla 38 Dywizji Piechoty garnizon jednostki w Ostrogu wyposażył i doprowadził do stanu etatowego (poprzez wcielenie nowych rekrutów i rezerwistów) jednostkę na nowo od podstaw. Batalion wszedł w skład pułku KOP „Równe” i po 17 września 1939 brał udział w obronie ówczesnej wschodniej granicy państwa przed radzieckim agresorem.

## Służba graniczna
Batalion graniczny był podstawową jednostką taktyczną Korpusu Ochrony Pogranicza przeznaczoną do pełnienia służby ochronnej na powierzonym mu odcinku granicy polsko-radzieckiej, wydzielonym z pasa ochronnego brygady. Odcinek batalionu dzielił się na pododcinki kompanii, a te z kolei na pododcinki strażnic, które były „zasadniczymi jednostkami pełniącymi służbę ochronną”, w sile półplutonu. Służba ochronna pełniona była systemem zmiennym, polegającym na stałym patrolowaniu strefy nadgranicznej i tyłowej, wystawianiu posterunków alarmowych, obserwacyjnych i kontrolnych stałych, patrolowaniu i organizowaniu zasadzek w miejscach rozpoznanych jako niebezpieczne, kontrolowaniu dokumentów i zatrzymywaniu osób podejrzanych, a także utrzymywaniu ścisłej łączności między oddziałami i władzami administracyjnymi. Batalion graniczny KOP „Ostróg” w 1934 ochraniał odcinek granicy państwowej szerokości 78 kilometrów 062 metrów. Po odtworzeniu w 1939, batalion ochraniał granicę długości 82 kilometrów 196 metrów. 
Bataliony sąsiednie:
- 3 batalion KOP „Hoszcza” ⇔ 4 batalion KOP „Dederkały”

## Walki batalionu
Walki o strażnice:

Batalion graniczny kpt. Sylwestra Trojanowskiego, atakowany przez jednostki 8 Korpusu Strzelców, po stoczeniu prawdopodobnie krótkiej walki, poddał się. Obsada strażnicy „Ostróg” otworzyła ogień do piechoty nieprzyjaciela. W chwili, kiedy sowieci użyli czołgów, KOP-iści wycofali się. Pododdziały batalionu wraz z dowództwem batalionu poddały się bez walki. Sowieci wzięli do niewoli 80 żołnierzy, w tym dowódcę batalionu kpt.Trojanowskiego.
Z Ostroga zdołał wycofać się wraz z grupą 36 żołnierzy, dowódca 3 plutonu kompanii odwodowej ppor. rez. Mieczysław Kowalski. Dowódca plutonu tak relacjonuje przebieg zdarzeń:

Dnia 16 września objąłem służbę oficera służbowego batalionu. Wywiad nasz meldował nam, co stwierdziły też posterunki graniczne, że Rosjanie koncentrują ogromne siły wszelkiego rodzaju broni zmotoryzowanej tuż za granicą naszego odcinka [...]. Dopiero po trzeciej z rana 17 września telefonowano z posterunków granicznych, że Rosjanie przekroczyli granicę w wielu punktach. Rakiety czerwone oznajmiały nam broń pancerną, a strzały karabinowe świadczyły o toczącej się walce. Zawiadomiłem dowódcę batalionu. Zatelefonowałem do Równego, do d-twa gen. Smorawińskiego, od którego to otrzymałem następującą odpowiedź: „Żadnej walki nie przyjmować. Ja o zamiarach Rosji nic nie wiem, nie możemy posądzić ZSRR o agresję”. Powtórzyłem rozkaz ten kpt. Trojanowskiemu.

## Struktura organizacyjna batalionu

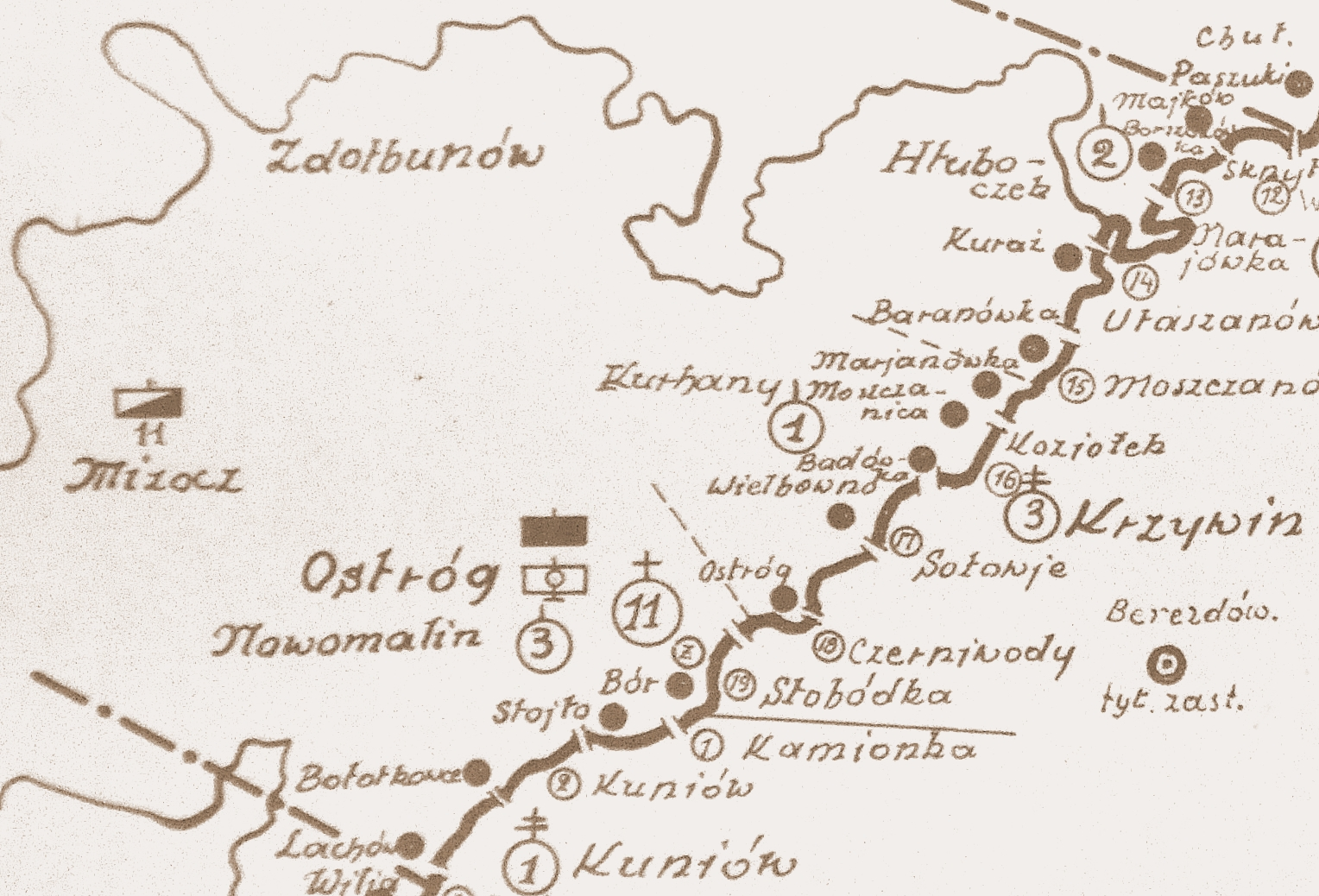
Rozmieszczenie batalionu KOP „Ostróg” w 1931

Organizacja batalionu w 1934:
- dowództwo batalionu
- pluton łączności
- kompania odwodowa
- kompania karabinów maszynowych
- 1 kompania graniczna KOP „Kurhany”
- 2 kompania graniczna KOP „Hłuboczek”
- 3 kompania graniczna KOP „Nowomalin”

Wykaz kompanii i strażnic przed 1937 rokiem
- 1 kompania „Hłuboczek”
  - strażnica KOP „Majków”
  - strażnica KOP „Barszczówka”
  - strażnica KOP „Kuraż”
  - strażnica KOP „Baranówka”
  - strażnica KOP „Moszczenica”
- 2 kompania „Kurhan”
  - strażnica KOP „Badówka”
  - strażnica KOP „Mohylany”
  - strażnica KOP „Wielborno”
- 3 kompania „Nowomalin”
  - strażnica KOP „Międzyrzec Bor.”
  - strażnica KOP „Stojło”
  - strażnica KOP „Bołotkowce”

## Żołnierze batalionu
| stopień            | imię i nazwisko        | okres pełnienia służby    | kolejne stanowisko         |
| ------------------ | ---------------------- | ------------------------- | -------------------------- |
| mjr piech.         | Władysław Kasza        | 25 X 1924 - 23 XII 1927   | dowódca III/25 pp          |
| mjr / ppłk dypl.   | Tadeusz Trapszo        | 1927 – 1931               | zastępca dowódcy 4 pp Leg. |
| mjr / ppłk piech.  | Andrzej II Bogacz      | 31 III 1930 – 15 III 1932 | zastępca dowódcy 83 pp     |
| ppłk piech.        | Władysław Smereczyński | 15 III 1932 – 1 III 1937  | zastępca dowódcy 19 pp     |
| mjr piech.         | Jan IV Lachowicz       | 10 VI 1938 – IX 1939      | dowódca II/98              |
| kpt. adm. (piech.) | Sylwester Trojanowski  | IX 1939                   |                            |

Obsada personalna we wrześniu 1928 
- dowódca batalionu – ppłk SG Tadeusz Trapszo
- adiutant batalionu – kpt. Kazimierz Bolesławski
- kwatermistrz – mjr Leon Schulz
- płatnik – por. Henryk Szurlej
- oficer materiałowy – kpt. Mieczysław Nowotarski
- oficer żywnościowy – por. Edmund Szudarek
- oficer wywiadowczy – por. Tomasz Reutt
- oficer administracyjny – por. Marian Witkowski
- lekarz – kpt. Wacław Pancerzyński
- oficer łączności – por. Mateusz Zacharuk
- dowódca kompanii szkolnej – kpt. Wawrzyniec Matys
- dowódca 1 kompanii granicznej – wz. por. Józef Wejsbach
- dowódca 2 kompanii granicznej – kpt. Czesław Szymanowski
- dowódca 3 kompanii granicznej – kpt. Ludwik Nowakowski

Obsada personalna w październiku 1934 
- dowódca batalionu – mjr Władysław Smereczyński
- adiutant batalionu – kpt. Leon Kardaś
- kwatermistrz – kpt. Wilhelm Wittlin
- oficer materiałowy – por. Feliks Stryczniewicz
- oficer żywnościowy – por.
- płatnik – por. Mieczysław Nowotarski
- lekarz – mjr Rudolf Sołtysik
- dowódca plutonu łączności – por. Włodzimierz Wojciechowski
- dowódca kompanii odwodowej – kpt. Zdzisław Szafran
- dowódca kompanii karabinów maszynowych – kpt. Franciszek Gawrych
- dowódca 1 kompanii granicznej – kpt. Romuald Borysowicz
- dowódca 2 kompanii granicznej – kpt. Henryk Jurczyński
- dowódca 3 kompanii granicznej – kpt. Zygmunt Barcik
- komendant powiatowy PW – por. Stefan Zieliński

Obsada personalna batalionu w marcu 1939
- dowódca batalionu – mjr Jan IV Lachowicz
- adiutant batalionu – kpt. Eugeniusz Władysław Tkaczek[c]
- kwatermistrz – kpt. adm. (piech.) Sylwester Trojanowski †1940 Katyń[44]
- oficer materiałowy – kpt. adm. (piech.) Feliks Stryczniewicz[d] †4 VIII 1942 Rzepiennik Strzyżewski
- lekarz medycyny – kpt. lek. Karol Czachor †1940 Charków[49]
- oficer płatnik – kpt. int. Jan Konopiński
- dowódca 1 kompanii granicznej – kpt. Henryk Jurczyński[e] †1940 Katyń[51]
- dowódca plutonu – por. Edward Piotr Szydłowski †1940 Katyń[52]
- dowódca 2 kompanii granicznej – kpt. Kazimierz Stanisław Fedorowicz[f]
- dowódca plutonu – por. Jan Filip †1940 Katyń[54]
- dowódca 3 kompanii granicznej – kpt. Franciszek Emil Schubert[g]
- dowódca plutonu – por. Kazimierz Giluń[h]
- dowódca kompanii odwodowej – kpt. Bolesław Brymora[i]
- dowódca plutonu – por. Józef Jan Plis †1940 Katyń[58]
- dowódca plutonu – por. Karol Dyl[j]
- dowódca kompanii karabinów maszynowych – por. Franciszek Ciszek[k]
- dowódca plutonu – por. Antoni Lutrzykowski[l]
- dowódca plutonu łączności – por. Leon Jodko[m]
- komendant pow. PW „Zdołbunów” – kpt. Stefan Aleksander Zieliński[n]

### Żołnierze batalionu – ofiary zbrodni katyńskiej
Biogramy zamordowanych znajdują się na stronie internetowej Muzeum Katyńskiego
| Nazwisko i imię      | stopień              | zawód             | miejsce pracy przed mobilizacją            | zamordowany |
| -------------------- | -------------------- | ----------------- | ------------------------------------------ | ----------- |
| Cholewiak Władysław  | podporucznik rezerwy | nauczyciel        |                                            | Katyń       |
| Domański Eugeniusz   | podporucznik rezerwy |                   |                                            | Katyń       |
| Drop Edmund Zygmunt  | podporucznik rezerwy | nauczyciel, mgr   | kierownik Szkoły Dokształcającej w Ostrogu | Katyń       |
| Tarnowski Zygmunt    | chorąży              | żołnierz zawodowy |                                            | Katyń       |
| Bydliński Aleksander | chorąży              | żołnierz zawodowy | strażnica Mizocz                           | Kalinin     |
| Tylicki Roman        |                      | rolnik            | kompania graniczna KOP „Nowomalin”         | Kalinin     |